# Siegenburg
Siegenburg – gmina targowa w Niemczech, w kraju związkowym Bawaria, w rejencji Dolna Bawaria, w regionie Ratyzbona, w powiecie Kelheim, siedziba wspólnoty administracyjnej Siegenburg. Leży około 18 km na południe od Kelheim, nad rzeką Abens, przy autostradzie A93, drodze B299 i B301.
1 stycznia 2014 do gminy przyłączono 2,3 km² z obszaru wolnego administracyjnie Dürnbucher Forst.

## Dzielnice
W skład gminy wchodzą następujące dzielnice: Niederumelsdorf, Siegenburg, Staudach, Tollbach.

## Demografia
| Rok  | Liczba mieszk. |
| ---- | -------------- |
| 1970 | 2 296          |
| 1987 | 2 384          |
| 2000 | 3 105          |

## Oświata
(na 1999)

W gminie znajduje się przedszkole (125 miejsc i 153 dzieci) oraz szkoła podstawowa (24 nauczycieli, 406 uczniów).